# OSKAR 54

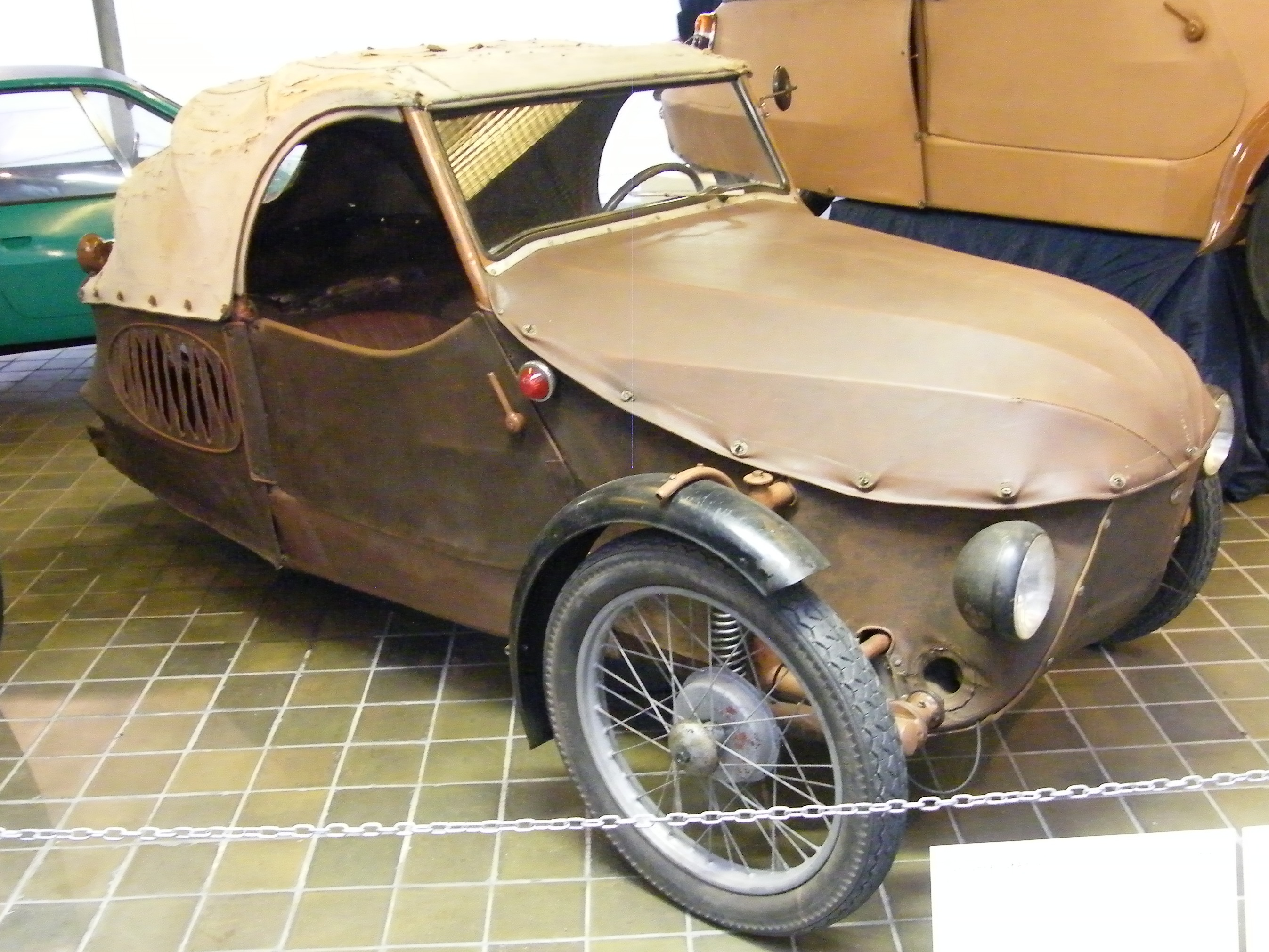
OSKAR 54

OSKAR 54 (także: OS-KAR 54) – odmiana czechosłowackiego trójkołowego pojazdu mechanicznego Velorex produkowana w latach 1954–1955.
Wytworzono 290 sztuk tej marki z silnikiem Jawa 250. Pojazd ważył 205 kilogramów, a jego prędkość maksymalna wynosiła 75 km/h. Długość pojazdu to 3,1 metra, szerokość - 1,4 metra, a wysokość - 1,25 metra.